# Figuerola del Camp
Figuerola del Camp är en kommun i Spanien.   Den ligger i provinsen Província de Tarragona och regionen Katalonien, i den östra delen av landet, 400 km öster om huvudstaden Madrid. Antalet invånare är 348. Arean är 22,7 kvadratkilometer. Figuerola del Camp gränsar till Barberà de la Conca, Cabra del Camp, El Pla de Santa Maria, Valls och Montblanc. 
Terrängen i Figuerola del Camp är kuperad åt nordväst, men åt sydost är den platt.